# 築港町駅
築港町駅（ちっこうちょうえき）は、かつて和歌山県和歌山市築港にあった南海電気鉄道（南海）和歌山港線の駅（廃駅）である。2005年（平成17年）11月27日に廃止となった。

## 歴史
当初は南海汽船への連絡を目的として初代和歌山港駅として開設され、現在の築港6丁目付近に駅があった。ただし、その当時は築地橋駅と当駅の間で線路が分かれ、現在の線路沿いに旅客用ホームがあり、現在の線路から分岐して岸壁側を通っていた線路に貨物用の駅があった。その後、1971年（昭和46年）のフェリー乗り場移設に伴い、駅名を築港町に変更の上、従来より築地橋駅寄りの築港4丁目付近に移設された。

### 年表
- 1956年（昭和31年）5月6日：初代和歌山港駅として開業[1]。
- 1971年（昭和46年）3月6日：フェリー乗り場移設による現・和歌山港駅への延伸に伴い線路と駅を移設し、築港町駅に改称[5]。
- 2005年（平成17年）11月27日：久保町駅・築地橋駅とともに廃止[1][6]。

## 駅構造

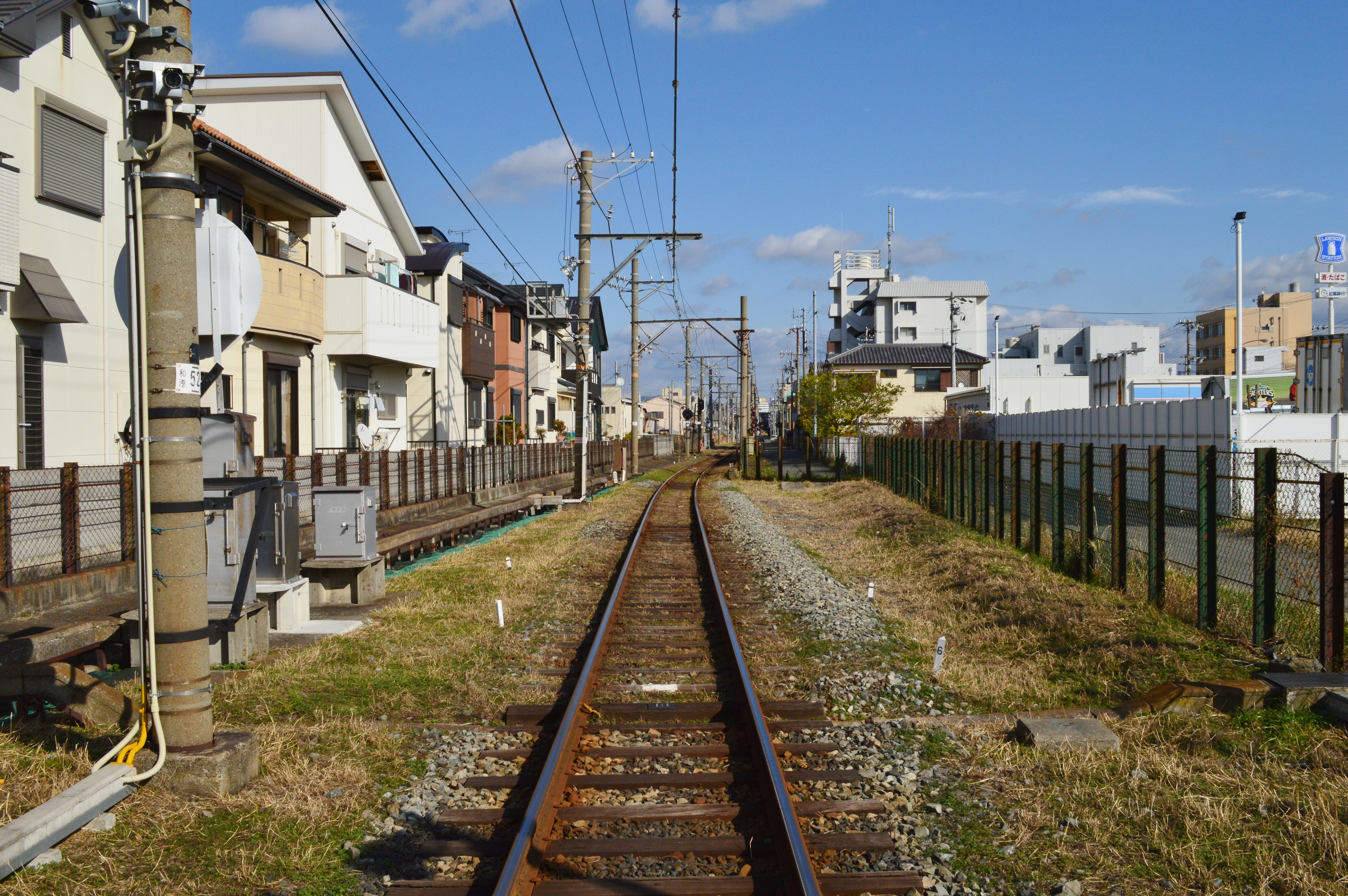
ホーム跡（2018年12月、踏切から撮影）

単式ホーム1面1線を有する地上駅であった。駅員無配置駅。駅舎や改札は設けられておらず、直接ホームに入ることができた。廃止後にホームが撤去され、敷地がやや広いこと以外、駅があった痕跡は残されていない。久保町・築地橋の両駅と異なり旧ホーム跡に電柱が干渉していないため、ホーム跡は平面の更地となっている。

## 利用状況
廃止前の一日平均乗降人員は、下記のとおり。
| 年度               | 1日平均 乗降人員 | 出典                     |
| ------------------ | ---------------- | ------------------------ |
| 1980年（昭和55年） | 116              | [ 和歌山県統計 1 ]       |
| 1985年（昭和60年） | 139              | [ 和歌山県統計 1 ]       |
| 1990年（平成02年） | 89               | [ 和歌山県統計 1 ]       |
| 1995年（平成07年） | 97               | [ 和歌山県統計 1 ]       |
| 2000年（平成12年） | 62               | [ 和歌山県統計 1 ]       |
| 2001年（平成13年） | 58               | [ 和歌山県統計 1 ]       |
| 2002年（平成14年） | 54               | [ 和歌山県統計 1 ] [ 6 ] |
| 2003年（平成15年） | 42               | [ 和歌山県統計 1 ] [ 6 ] |
| 2004年（平成16年） | 38               | [ 和歌山県統計 1 ] [ 6 ] |
| 2005年（平成17年） | 30               | [ 和歌山県統計 1 ]       |

## 駅周辺
移設後の当駅は、市堀川と築地川に挟まれた中州の中心にあった。北側には倉庫や事業所等が多い。南側には和歌山港への道路が走っている。
- 和歌山県道16号和歌山港線
- 和歌山築港郵便局

## 隣の駅
南海電気鉄道
和歌山港線
築地橋駅 - 築港町駅 - 和歌山港駅

#### 本文中の出典
1. 1 2 3  和歌山県. “南海電鉄の鉄道について”. 2021年8月14日閲覧。
2. ↑  ただし、当時は地平だった。1971年（昭和46年）の延伸の際、南側に高架線を作って線路を移設している。
3. ↑  参考画像：1961年11月撮影の空中写真 - 地図・空中写真閲覧サービス（国土地理院）。
4. ↑  参考画像：1975年3月撮影の空中写真 - 地図・空中写真閲覧サービス（国土地理院）。かつての貨物駅への線路跡も残っているのが確認できる。
5. ↑  草町義和 (2018年3月5日). “意外? 日本一短い鉄道は「和歌山県」だった 南海和歌山港線の不思議 2ページ”.   乗りものニュース. 2018年3月7日閲覧。
6. 1 2 3 4  “和歌山港線中間3駅（久保町・築地橋・築港町）の廃止日決定について” (PDF).   南海電気鉄道 (2005年5月16日). 2006年10月8日時点のオリジナルよりアーカイブ。2018年3月7日閲覧。

#### 利用状況の出典
和歌山県公共交通機関等資料集
1. 1 2 3 4 5 6 7 8 9 10  “令和元年度和歌山県公共交通機関等資料集” (PDF).   和歌山県企画部地域振興局総合交通政策課. 2021年1月24日時点のオリジナルよりアーカイブ。2021年8月14日閲覧。